# Tumba de Lincoln

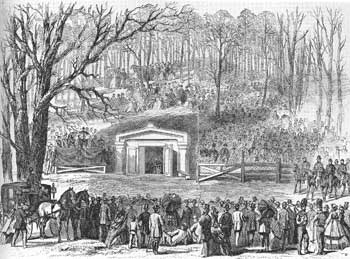
Ilustración de 1865 del entierro de Lincoln (periódico ilustrado de Frank Leslie)

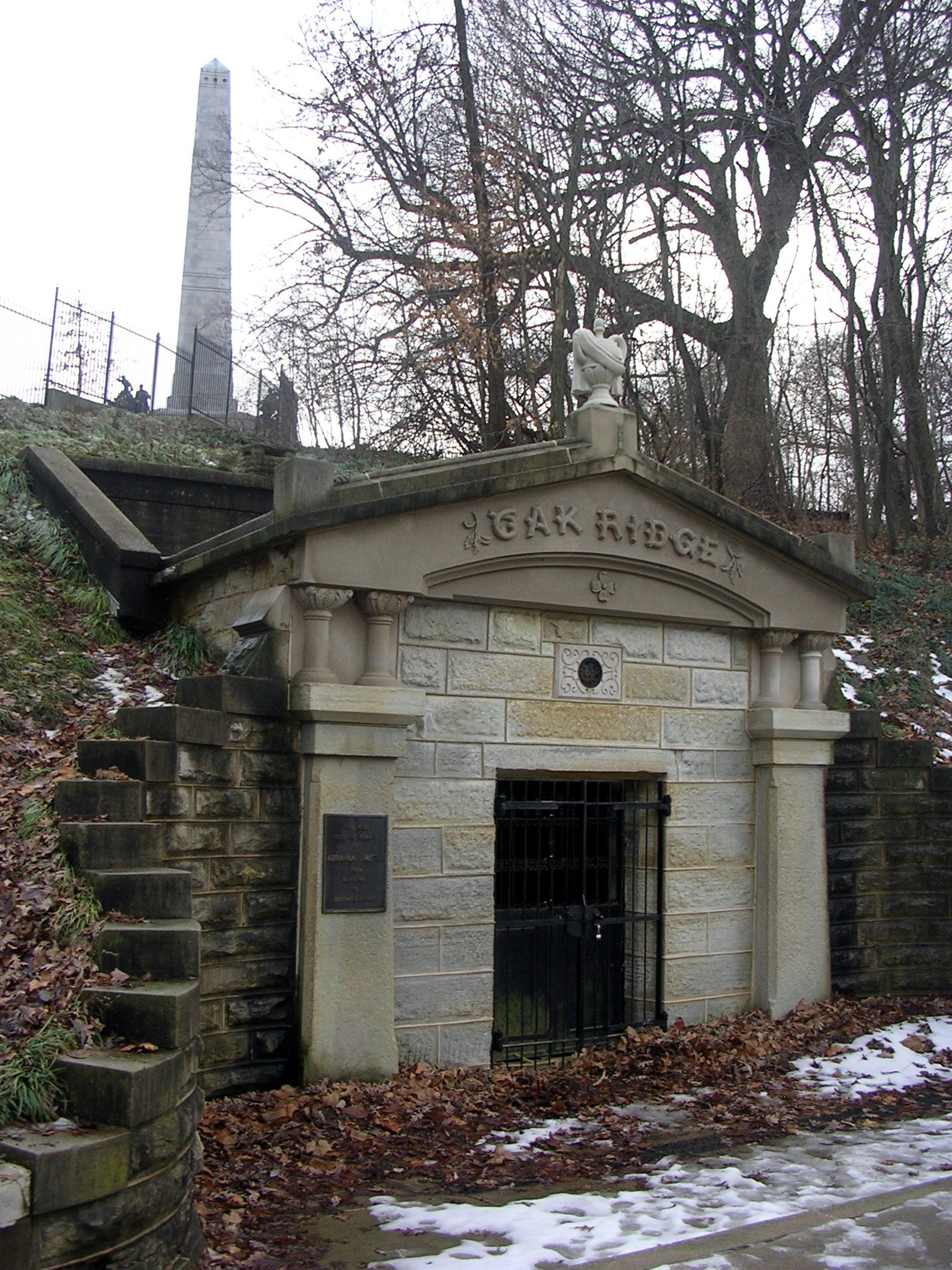
La bóveda receptora (primer plano) y la tumba (fondo)

La Tumba de Lincoln es el lugar de descanso final del decimosexto presidente de los Estados Unidos, Abraham Lincoln; su esposa, Mary Todd Lincoln; y tres de sus cuatro hijos: Edward, William y Thomas. Se encuentra en el cementerio de Oak Ridge en la ciudad de Springfield, en el estado de Illinois (Estados Unidos). Construida en granito, la tumba tiene una gran base rectangular de un solo piso, coronada por un obelisco, con una entrada semicircular a la sala de recepción, en un extremo, y una cripta semicircular o sala funeraria en el otro lado.
Cuatro tramos de escaleras con balaustradas, dos que flanquean la entrada en la parte delantera y dos en la parte trasera, conducen a una terraza nivelada. La balaustrada se extiende alrededor de la terraza para formar un parapeto donde cerca del centro hay varias estatuas ubicadas en la base del obelisco. El obelisco se eleva 36 m de altura.
Una refundición de bronce de la cabeza de Lincoln del escultor Gutzon Borglum en el Capitolio de los Estados Unidos descansa sobre un pedestal frente a la entrada. Dentro de la entrada a nivel del suelo hay una rotonda con pasillos que conectan con la sala del entierro. Se usa mármol en todo el interior y se exhiben varias estatuas de Lincoln muy conocidas, especialmente fundidas. Una vidriera y banderas adornan la cripta, que se centra alrededor de un monumento de mármol rojo.
Al final de las ceremonias y eventos que marcaron la muerte de Lincoln, su cuerpo fue colocado en una tumba receptora cercana y luego en la tumba estatal. El mausoleo es propiedad y está administrado por el estado de Illinois como «sitio histórico estatal de la tumba de Lincoln». Fue designado uno de los primeros Monumentos Históricos Nacionales en 1960 y, por lo tanto, se convirtió en uno de los primeros sitios incluidos en el Registro Nacional de Lugares Históricos en 1966, cuando se creó esa designación.

## Historia
El 15 de abril de 1865, el día en que murió el presidente Lincoln, un grupo de ciudadanos de Springfield formó la Asociación Nacional del Monumento a Lincoln y encabezó una campaña de recaudación de fondos para construir un monumento o una tumba. A la llegada del tren fúnebre el 3 de mayo, Lincoln permaneció en el capitolio del estado de Illinois durante una noche. Después de los servicios funerarios y de entierro al día siguiente, su ataúd fue colocado en una bóveda de recepción en el cementerio de Oak Ridge, el sitio donde la Sra. Lincoln pidió entierro. En diciembre, los restos de su esposo fueron trasladados a una bóveda temporal no muy lejos del sitio conmemorativo propuesto. La ubicación de la bóveda temporal está marcada hoy con un pequeño marcador de granito en la colina detrás de la tumba actual. En 1871, tres años después de que los trabajadores comenzaran a construir la tumba, el cuerpo de Lincoln y los de sus tres hijos menores fueron colocados en criptas en la estructura sin terminar.
En 1874, tras la finalización del monumento, que había sido diseñado por Larkin Goldsmith Mead, los restos de Lincoln fueron enterrados en un sarcófago de mármol en el centro de una cámara conocida como "catacumbas" o sala funeraria. Sin embargo, en 1876, después de que dos criminales de Chicago fracasaran en su intento de robar el cuerpo de Lincoln y pedir un rescate, la Asociación Nacional del Monumento a Lincoln lo ocultó en otra parte del monumento, primero bajo madera y otros escombros y luego lo enterró en el suelo dentro de la tumba. Cuando la Sra. Lincoln murió en 1882, sus restos fueron colocados con los de Lincoln, pero en 1887 ambos cuerpos fueron enterrados nuevamente en una bóveda de ladrillo debajo del piso de la sala funeraria.
Para 1895, el año en que el Estado adquirió el monumento, estaba en mal estado. Durante un programa de reconstrucción y restauración de 1899 a 1901, los cinco ataúdes se trasladaron a una bóveda subterránea cercana. Una vez completada la restauración, los funcionarios estatales los devolvieron a la sala funeraria y colocaron el de Lincoln en el sarcófago que había ocupado entre 1874 y 1876. Sin embargo, a los pocos meses, a pedido de Robert Todd Lincoln, el único hijo sobreviviente del presidente, los restos de Lincoln fueron trasladados a su lugar de descanso final: una bóveda de concreto 3 m debajo de la superficie de la sala de entierro. En 1930-1931, el Estado reconstruyó el interior del monumento en un estilo Art Deco. Rededicado en el último año por el presidente Herbert Hoover, ha sufrido pocos cambios desde entonces.
La Tumba de Lincoln fue designada Monumento Histórico Nacional el 19 de diciembre de 1960 y se incluyó en el Registro Nacional de Lugares Históricos el 15 de octubre de 1980.

## Diseño y maquetación

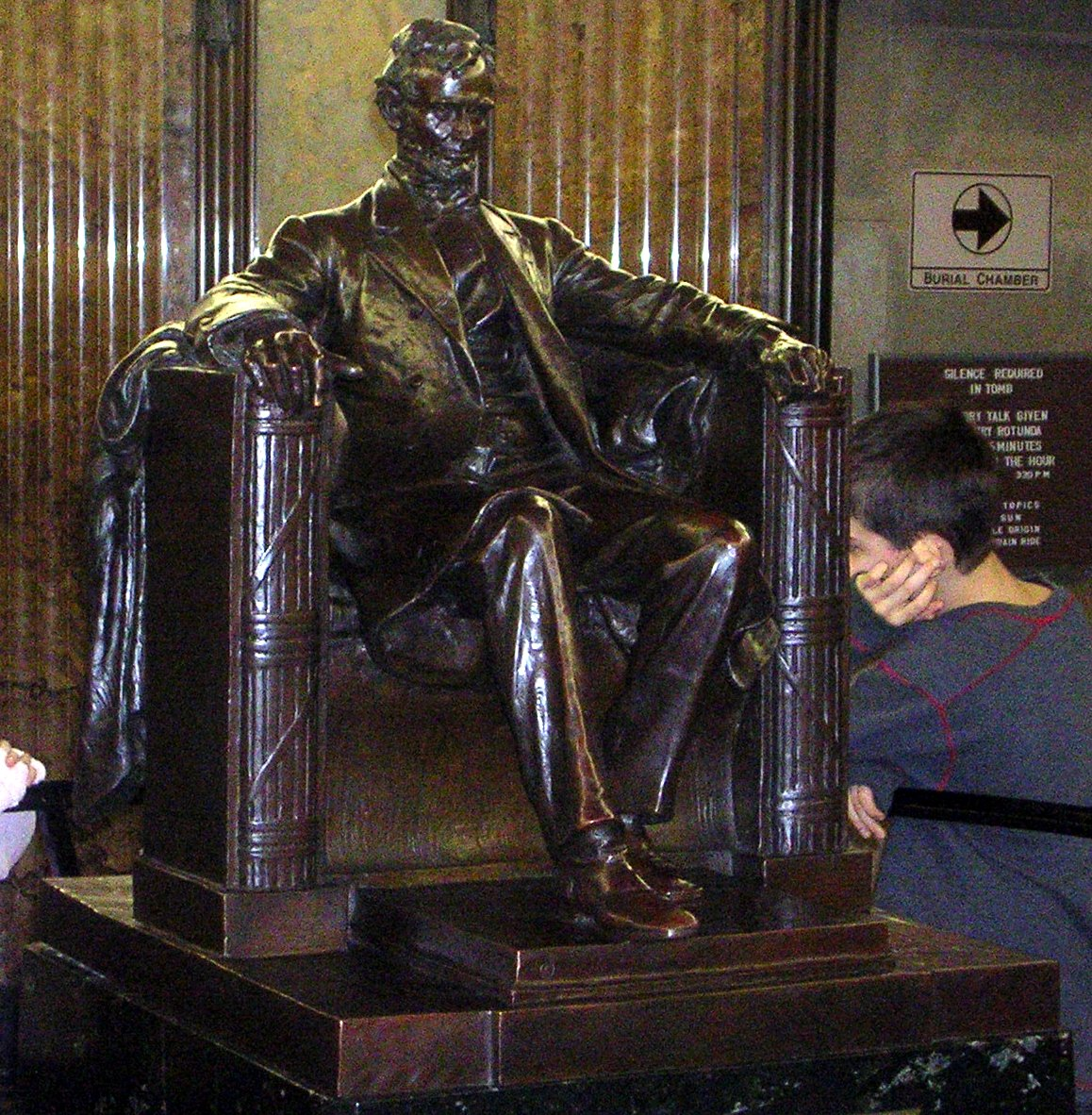
El prototipo de bronce fundido por Daniel Chester French de su escultura de 1920 en el Lincoln Memorial en la rotonda de la Tumba de Lincoln. Varias esculturas famosas de Lincoln se alinean en la cripta, incluida una de Abraham Lincoln: The Man

La tumba está en el centro de un terreno de 51 000 m². Construido de granito de Biddeford y armado en Quincy, el monumento tiene una base rectangular coronada por un obelisco de 36 m de alto y un portal semicircular. Una reproducción en bronce del escultor Gutzon Borglum de su cabeza de Lincoln en el Capitolio de los Estados Unidos descansa sobre un pedestal frente a la entrada. Cuatro tramos de escaleras con balaustradas, dos que flanquean la entrada en la parte delantera y dos en la parte trasera, conducen a una terraza nivelada. La balaustrada se extiende alrededor de la terraza para formar un parapeto. Originalmente abierta al público, la terraza ha estado cerrada desde entonces por motivos de seguridad.

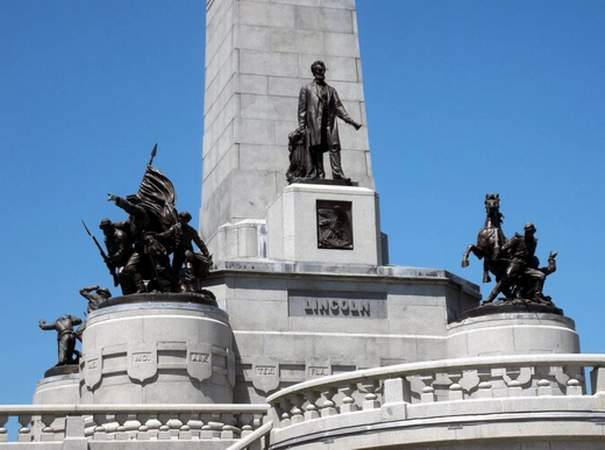
Estatuas de infantería y caballería en las esquinas del obelisco.

En el centro de la terraza, una base grande y ornamentada sostiene el obelisco. En las paredes de la base hay 40 piedras labradas, cortadas para representar escudos levantados, 37 están grabadas con la abreviatura de un Estado en el momento en que se construyó la tumba. Los 3 restantes están marcados U, S, A. Cada escudo está conectado a otro por dos bandas elevadas, y así el grupo forma una cadena ininterrumpida que rodea la base. Cuatro estatuas de bronce adornan las esquinas de este último. Representan a la infantería, la armada, la artillería y la caballería del período de la Guerra de Secesión. Frente al obelisco y sobre la entrada se encuentra una estatua de Lincoln de cuerpo entero. El arquitecto y escultor de diseño de la tumba, Larkin G. Mead, diseñó y ejecutó estas tallas y estatuas.
El interior del monumento, construido con mármol de Minnesota, Misuri, Massachusetts, Arkansas, Utah, Italia, España, Francia y Bélgica, tiene una rotonda, una sala funeraria y pasillos de conexión. Un prototipo de bronce a escala reducida de Daniel Chester French de su estatua de 1920 en el Monumento a Lincoln, en Washington, D. C., domina el vestíbulo de entrada. Las paredes de la rotonda están decoradas con 16 pilastras de mármol, que están separadas por paneles de mármol. Las pilastras simbolizan a Lincoln y los 15 presidentes que lo precedieron. La sala también tiene 36 paneles de bronce, uno para cada estado en el momento de la muerte de Lincoln. El techo es de hoja de paladio.

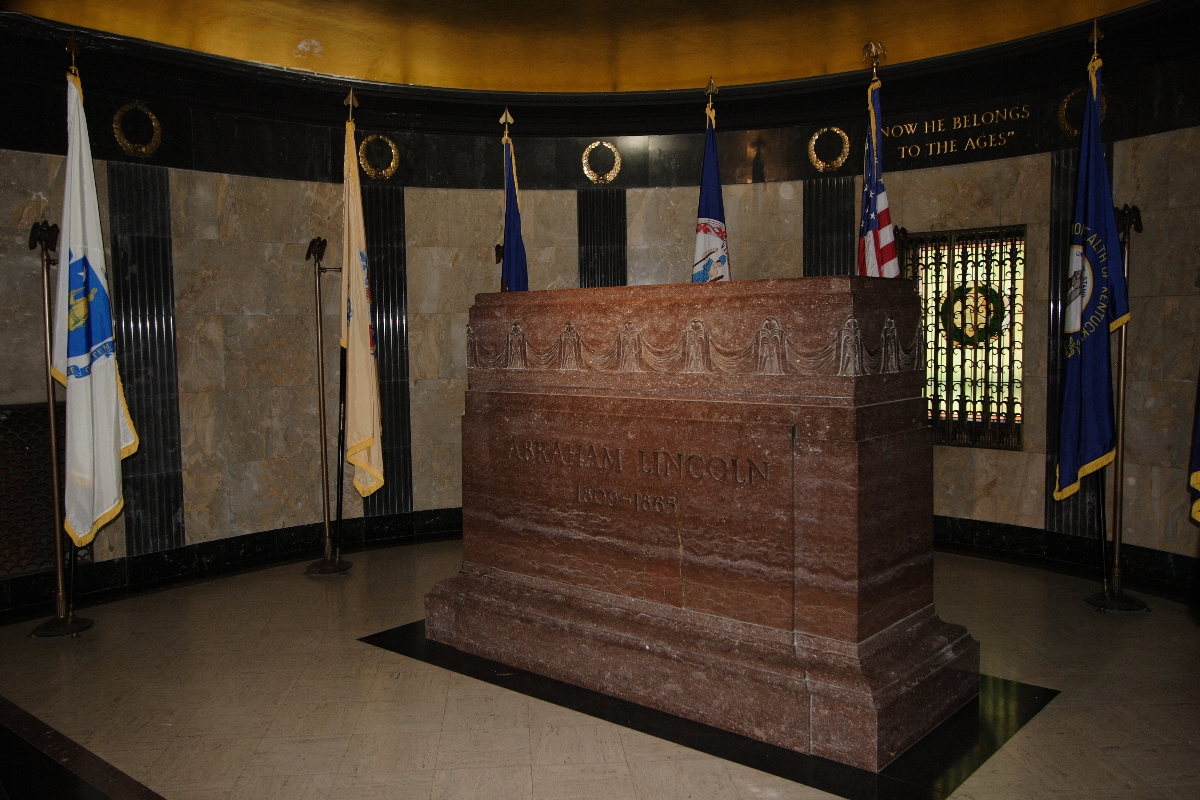
La sala funeraria Art Deco, con un monumento conmemorativo de mármol rojo

Los corredores conducen desde la rotonda hasta la sala funeraria en la parte trasera del monumento. Ubicadas en nichos a lo largo de las paredes del corredor hay ocho estatuas de destacados escultores que representan varias fases de la vida de Lincoln. Cuatro tablillas de bronce en las paredes están grabadas con el Discurso de despedida, el Discurso de Gettysburg, una parte del Segundo discurso inaugural y un bosquejo biográfico. Grandes estrellas doradas en conjuntos de 12 en cada esquina del monumento representan los 48 estados en el momento de su redecoración en 1930. 

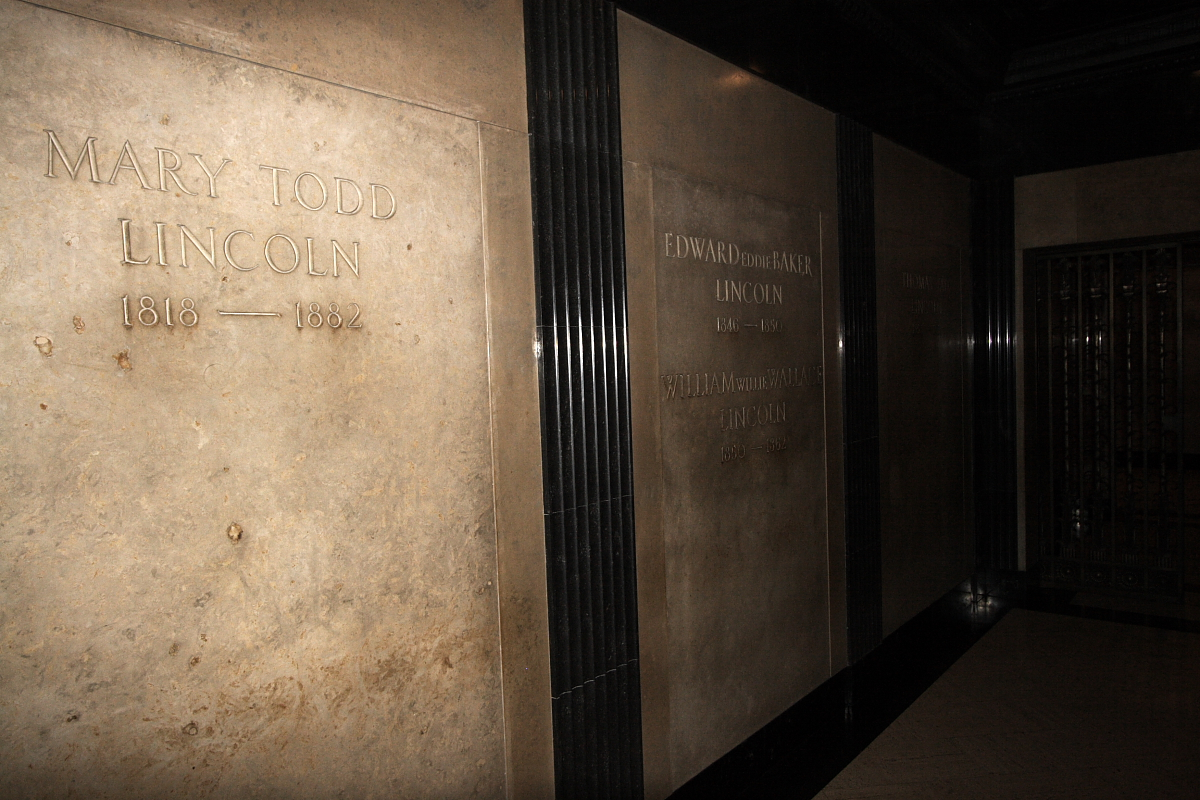
La cripta de Mary Todd Lincoln en Burial Room está junto a las de sus hijos.

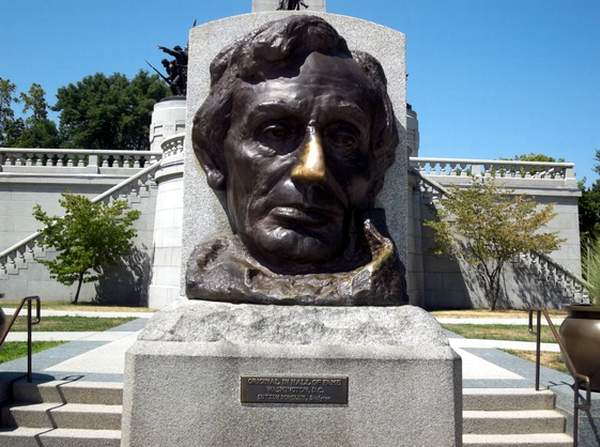
La cabeza de Gutzon Borglum de Lincoln. La nariz permanece brillante debido a la tradición de frotar la nariz de Lincoln para tener buena suerte.

La sala funeraria tiene paredes de mármol blanco y negro y un techo de pan de oro. En su centro se encuentra el monumento conmemorativo, un bloque de mármol rojizo de 7 t inscrito con el nombre de Lincoln y los años que vivió. Marca la ubicación aproximada de la bóveda funeraria, que está a 30 pulgadas atrás y 3 m abajo. Nueve banderas están dispuestas en semicírculo alrededor del cenotafio. Siete de ellos, las banderas de los estados de Massachusetts, Nueva Jersey, Pensilvania, Virginia, Kentucky, Indiana e Illinois, conmemoran los hogares de Lincoln y sus antepasados. El octavo y el noveno son la bandera de los Estados Unidos y la bandera presidencial. La inscripción "Ahora él pertenece a las edades", supuestamente pronunciada por el secretario de Guerra Edwin M. Stanton en el momento de la muerte de Lincoln, está inscrita en la pared sobre una vidriera. A lo largo de la pared sur de la sala funeraria hay cuatro criptas que contienen los restos de la señora Lincoln y tres de los cuatro hijos de Lincoln, Edward, Willie y Tad (el mayor, Robert Todd Lincoln, está enterrado en el Cementerio Nacional de Arlington, junto a su esposa e hijo).
La tumba se construyó con criptas adicionales para los miembros de la familia de Lincoln además de los cuatro espacios ya utilizados. Sin embargo, como los miembros restantes de la familia de Lincoln optaron por ser enterrados en otro lugar, las otras criptas permanecen vacías.

## Monumentos adyacentes
También parte del sitio supervisado por el estado de Illinois, y a poca distancia de la tumba, se han erigido tres monumentos conmemorativos de guerra:
- El Monumento a los Veteranos de Illinois de la Segunda Guerra Mundial se inauguró en diciembre de 2004. Este monumento honra a los 987 000 hombres y mujeres de Illinois que sirvieron en la Segunda Guerra Mundial y los 22 000 que dieron su vida.[8] Su punto focal es un globo de hormigón blanco de 22 toneladas flanqueado por dos lados por paredes de granito negro. Los botones de acero inoxidable en el globo identifican las principales batallas y las citas de los líderes militares, y los presidentes Franklin D. Roosevelt y Harry S. Truman están grabados en la pared.
- El Monumento a la guerra de Corea rinde homenaje a 1748 habitantes de Illinois asesinados durante la Guerra de Corea de 1950-53. Este memorial fue dedicado el 16 de junio de 1996. El monumento consta de una campana de bronce de 3,6 m de altura, con un diámetro de 3,6 m, montada sobre una base de granito. En la circunferencia de la campana hay cuatro nichos, cada uno con una figura más grande que la vida que representa una rama de las fuerzas armadas. En la base están inscritos los nombres de los habitantes de Illinois asesinados en Corea. Un sistema de carillón en el Memorial reproduce breves programas musicales a intervalos regulares.
- El Monumento a los Veteranos de Vietnam rinde homenaje a los casi 3000 habitantes de Illinois asesinados durante la Guerra de Vietnam y se inauguró en 1988. El monumento tiene un diseño circular que permite a los visitantes ingresar al patio interior desde cualquier dirección. Los nombres de los muertos o desaparecidos en acción están en cinco losas de granito, cada losa representa una de las ramas de las Fuerzas Armadas de los Estados Unidos.